# کوگری
کوگری (به لاتین: Kogri) یک منطقهٔ مسکونی در استونی است که در دهستان کاینا واقع شده‌است.